# Olympische Sommerspiele 1920/Schwimmen – 300 m Freistil (Frauen)
Der Schwimmwettkampf über 300 Meter Freistil der Frauen bei den Olympischen Spielen 1920 in Antwerpen wurde vom 26. bis 28. August ausgetragen.

## Ergebnisse

### Halbfinale
Die ersten zwei Athletinnen eines jeden Laufs und die schnellste Dritte qualifizierten sich für das Finale.
Halbfinale 1
| Rang | Athlet            | Nation             | Zeit       | Anm.  |
| ---- | ----------------- | ------------------ | ---------- | ----- |
| 1    | Ethelda Bleibtrey | Vereinigte Staaten | 4:41,4 min | Q, WR |
| 2    | Constance Jeans   | Großbritannien     | 4:57,8 min | Q     |
| 3    | Carin Nilsson     | Schweden           | 5:07,0 min |       |
| 4    | Hilda James       | Großbritannien     | 5:07,2 min |       |
| 5    | Lily Beaurepaire  | Australien         | unbekannt  |       |

Halbfinale 2
| Rang | Athlet              | Nation             | Zeit       | Anm. |
| ---- | ------------------- | ------------------ | ---------- | ---- |
| 1    | Margaret Woodbridge | Vereinigte Staaten | 4:56,6 min | Q    |
| 2    | Violet Walrond      | Neuseeland         | 5:04,6 min | Q    |
| 3    | Jane Gylling        | Schweden           | 5:04,8 min | q    |
| 4    | Grace McKenzie      | Großbritannien     | unbekannt  |      |
| 5    | Ernestine Lebrun    | Frankreich         | unbekannt  |      |

Halbfinale 3
| Rang | Athlet            | Nation                | Zeit       | Anm. |
| ---- | ----------------- | --------------------- | ---------- | ---- |
| 1    | Eleanor Uhl       | Vereinigte Staaten    | 5:02,0 min | Q    |
| 2    | Frances Schroth   | Vereinigte Staaten    | 5:03,2 min | Q    |
| 3    | Aina Berg         | Schweden              | 5:29,6 min |      |
| 4    | Suzanne Wurtz     | Frankreich            | 5:33,0 min |      |
| 5    | Florence Sancroft | Großbritannien        | unbekannt  |      |
| 6    | Blanche Nash      | Südafrikanische Union | unbekannt  |      |

### Finale
| Rang | Athlet              | Nation             | Zeit       | Anm. |
| ---- | ------------------- | ------------------ | ---------- | ---- |
| 1    | Ethelda Bleibtrey   | Vereinigte Staaten | 4:34,0 min | WR   |
| 2    | Margaret Woodbridge | Vereinigte Staaten | 4:42,8 min |      |
| 3    | Frances Schroth     | Vereinigte Staaten | 4:52,0 min |      |
| 4    | Constance Jeans     | Großbritannien     | 4:52,4 min |      |
| 5    | Eleanor Uhl         | Vereinigte Staaten | unbekannt  |      |
| 6    | Jane Gylling        | Schweden           | unbekannt  |      |
| 7    | Violet Walrond      | Neuseeland         | unbekannt  |      |